# Orocrambus abditus
Orocrambus abditus là một loài bướm đêm trong họ Crambidae.